# Agnetha Fältskogs svensktoppar
Agnetha Fältskogs svensktoppar är ett samlingsalbum från 1998 av den svenska popsångerskan Agnetha Fältskog, känd från den svenska popgruppen Abba. Sångerna på albumet är hits med henne som legat på Svensktoppen.

## Låtlista
1. Tack för en underbar vanlig dag
2. När du tar mej i din famn
3. Jag var så kär
4. Om tårar vore guld
5. Vart skall min kärlek föra? (I Don't Know How to Love Him)
6. En sång om sorg och glädje (Union Silver)
7. Dröm är dröm och saga saga (Era bello il mio ragazzo)
8. Så glad som dina ögon
9. En sång och en saga
10. SOS
11. Doktorn!
12. Fram för svenska sommaren (Chic a chic a dee)
13. Allting har förändrat sej
14. Utan dej, mitt liv går vidare
15. Zigenarvän
16. Många gånger än
17. Sången föder dig tillbaka